# Karel Nováček

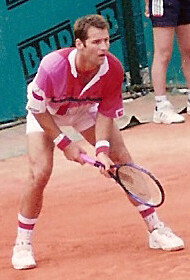
KArel Novacek en 1994

Karel Nováček (Prostejov, 30 de marzo de 1965) es un exjugador de tenis checo. En su carrera conquistó 13 títulos individuales y llegó a ocupar el N.º 8 del ranking mundial.

## Torneos de Grand Slam

### Finalista Dobles
| Año  | Torneo  | Pareja      | Oponentes en la final | Resultado   |
| 1993 | US Open | Martin Damm | Ken Flach Rick Leach  | 6-7 6-4 6-2 |